# Fabienne Feraez
Fabienne Feraez (ur. 6 sierpnia 1976 we Francji) – pochodząca z Francji (barwy tego kraju reprezentowała do grudnia 2002) benińska lekkoatletka specjalizująca się w biegach sprinterskich, dwukrotna olimpijka. 
Na uniwersjadzie w 1999 była piąta w biegu na 200 metrów. Na tym samym dystansie zajęła ósmą lokatę na igrzyskach afrykańskich (2003) i dotarła do ćwierćfinału na mistrzostwach świata w Paryżu (2003). Na igrzyskach olimpijskich w Atenach (2004) odpadła w ćwierćfinale, a podczas mistrzostw świata w 2005 dotarła do półfinału. W 2006 roku zdobyła brązowy medal, w biegu na 200 metrów, na mistrzostwach Afryki. Odpadła w eliminacjach podczas igrzysk olimpijskich w Pekinie. 

## Rekordy życiowe
- bieg na 60 metrów (hala) – 7,44 (4 lutego 2005, Eaubonne), jest to rekord Beninu
- bieg na 100 metrów (hala) – 11,68 (12 lutego 2005, Tampere), jest to rekord Beninu
- bieg na 200 metrów (stadion) – 22,81 (16 lipca 2005, Angers), jest to rekord Beninu
- bieg na 400 metrów (stadion) – 51,47 (14 lipca 2006, Rzym), jest to rekord Beninu